# Трансатлантически тунел
Трансатлантически тунел е теоретичен тунел под Атлантическия океан, който свързва Европа и Северна Америка и осигурява масов транспорт - в повечето предложения се предвиждат влакове. Понастоящем всички подобни планове са на ниво „идея“ и никой не се занимава активно с осъществяването им.
Идеи за подобен тунел се появяват още в края на XIX век, когато Мишел Верн, син на писателя Жул Верн написва разказа Un Express de l'avenir („Експрес на бъдещето“) през 1888 г.
През 2003 г. шоуто Extreme Engineering на Discovery Channel излъчва програма, разглеждаща в подробности концепцията за подобен тунел, обслужван от влакове на магнитна възглавница в обезвъздушени тръби, достигащи скорост от около 8000 км/час.